# Đoàn Giỏi
Đoàn Giỏi (còn có tên là Đoàn Văn Hòa; 1925 – 1989) là một nhà văn Việt Nam được truy tặng Giải thưởng Nhà nước về Văn học Nghệ thuật đợt 1 năm 2001. Đoàn Giỏi nổi tiếng với các sáng tác về cuộc sống, thiên nhiên và con người Nam Bộ; trong đó tiêu biểu nhất là tác phẩm Đất rừng phương Nam được trích đoạn trong sách giáo khoa Ngữ văn lớp 6 và lớp 10.

## Tiểu sử
Đoàn Giỏi (còn có tên Đoàn Văn Hòa, các bút danh là Nguyễn Hoài, Nguyễn Phú Lễ, Huyền Tư) sinh ngày 17 tháng 5 năm 1925 tại xã Tân Hiệp, huyện Châu Thành, tỉnh Mỹ Tho (ngày nay là xã Tân Hiệp, huyện Châu Thành, tỉnh Tiền Giang).
Ông từng theo học tại trường Mỹ thuật Gia Định trong những năm 1939-1940.
Ông tham gia cách mạng năm 1945, đến năm 1947 làm Trưởng công an phụ trách 10 xã của huyện Châu Thành rồi Phó trưởng Ty thông tin Rạch Giá năm 1949. Giai đoạn 1949 - 1954, ông công tác tại Chi hội Văn nghệ Nam Bộ, viết bài cho tạp chí Lá Lúa, rồi tạp chí Văn nghệ Miền Nam.
Sau 1954, ông tập kết ra Bắc, đến năm 1955 thì chuyển sang sáng tác và biên tập sách báo, công tác tại Đài Tiếng nói Việt Nam, rồi Hội Văn nghệ Việt Nam. Ông cũng tham gia Ban chấp hành Hội Nhà văn Việt Nam các khóa I, II, III.
Sau năm 1975, ông có lúc trở về miền Nam, công tác tại Hội Văn nghệ Thành phố Hồ Chí Minh và tiếp tục sáng tác về Nam Bộ.
Ông là đảng viên Đảng Cộng sản Việt Nam; hội viên Hội Nhà văn Việt Nam từ năm 1957.
Ông mất ngày 2 tháng 4 năm 1989 tại Thành phố Hồ Chí Minh vì bệnh ung thư gan.

## Sự nghiệp
''Nhớ cố hương'' (1943) là truyện ngắn đầu tay của ông. Tác phẩm được đăng trên số Xuân của tờ Nam Kỳ Tuần Báo qua sự xét duyệt và chọn lọc của nhà văn Hồ Biểu Chánh.
Đất rừng phương Nam (1957) là tác phẩm nổi tiếng của ông, viết cho lứa tuổi thiếu nhi. Truyện đã được dịch ra nhiều thứ tiếng (Nga, Ba Lan, Trung Quốc, Đức, Tây Ban Nha…), tái bản nhiều lần, được dựng thành phim và in trong Tủ Sách Vàng của Nhà xuất bản Kim Đồng. Từ tiểu thuyết này, hãng phim truyền hình thành phố Hồ Chí Minh (TFS) đã sản xuất thành bộ phim Đất phương Nam dài 11 tập. Nguyễn Vinh Sơn viết kịch bản và đạo diễn. Hội Điện ảnh Việt Nam đã trao giải A cho đạo diễn vào năm 1997. Bộ phim truyện nhựa Đất rừng phương Nam do Nguyễn Quang Dũng làm đạo diễn và đồng sản xuất vào năm 2023, cũng dựa trên cuốn tiểu thuyết này.
Năm 2001, ông được Nhà nước Việt Nam truy tặng Giải thưởng Nhà nước về Văn học nghệ thuật với các tác phẩm: tiểu thuyết Đất rừng phương Nam, truyện dài Cá bống mú và tập truyện ngắn Hoa hướng dương.

## Tác phẩm chính

### Truyện
- Đường về gia hương (truyện, 1948)
- Cá bống mú (truyện, 1956)
- Ngọn tầm vông (truyện, kí, 1956)
- Trần Văn Ơn (truyện, ký, 1955)
- Đất rừng phương Nam (truyện, 1957)
- Nhớ cố hương (1943)
- Hoa hướng dương (truyện ngắn, 1960)
- Người tù chính trị năm tuổi (1973)
- Cuộc truy tầm kho vũ khí (truyện, 1962)

### Ký
- Khí hùng đất nước (kí, 1948)
- Những dòng chữ máu Nam kỳ 1940 (kí, 1948)

### Thơ
- Giữ vững niềm tin (thơ, 1954)

### Kịch thơ
- Người Nam thà chết không hàng (1947)
- Chiến sĩ Tháp Mười (kịch thơ, 1949)

### Biên khảo
- Những chuyện lạ về cá (biên khảo, 1981)
- Tê giác giữa ngàn xanh (biên khảo, 1982)
- Các con vật trên rừng dưới biển

Nguồn:

## Vinh danh
- Giải thưởng Nhà nước về Văn học Nghệ thuật năm 2001
- Tên của Đoàn Giỏi đã được lấy để đặt tên đường phố ở nhiều thành phố: Thành phố Hồ Chí Minh (quận Tân Phú); thành phố Cà Mau;[9] thành phố Mỹ Tho.[10]

## Gia đình
Đoàn Giỏi xuất thân trong một gia đình địa chủ lớn, có hàng trăm mẫu ruộng màu mỡ ven sông Tiền. Cha Đoàn Giỏi là Đoàn Vàng, còn gọi là Cò Vàng, có ba người vợ và 18 người con, trong đó mẹ Đoàn Giỏi là vợ cả. Ông là con thứ tư, nên được gọi là Anh Năm. Khi cách mạng tháng Tám thành công và toàn quốc kháng chiến bùng nổ, gia đình ông đã tự nguyện hiến toàn bộ nhà cửa, ruộng đất cho chính quyền Việt Minh trong đó có tòa nhà trụ sở Ủy ban nhân dân huyện Châu Thành ngày nay.
Sau khi người vợ đầu qua đời năm 1969, ông kết hôn với người vợ sau tên là Lục. Tại Hà Nội, ông ở khu nhà tập thể ở số 2 phố Cổ Tân, gần Nhà hát lớn Hà Nội (ở nhờ của NXB Tác Phẩm Mới). Con trai duy nhất của ông với vợ đầu là Đoàn Quang Viễn (đã mất) cũng có một con trai (Đoàn Quang Minh). Người vợ thứ hai có con gái riêng, tên Thái Hà, gọi ông là dượng. Con trai của ông mắc bệnh và qua đời sớm lúc hơn 40 tuổi.